# Cantó de Saint-Jeoire
Saint-Jeoire és un cantó francès al districte de Bonneville del departament de l'Alta Savoia que engloba set comuns: Mégevette, Onnion, Saint-Jean-de-Tholome, Saint-Jeoire-en-Faucigny (capital), La Tour, Ville-en-Sallaz i Viuz-en-Sallaz.
| Data d'elecció                           | Identitat          | Partit        | Qualitat |
| ---------------------------------------- | ------------------ | ------------- | -------- |
| 1945-1949                                | Georges Thévenot   | SFIO          |          |
| 1949-1961                                | François Levret    | MRP           |          |
| 1961-1967                                | François Rubin     | Divers droite |          |
| 1967-1973                                | François Levret    | CD            |          |
| 1973-1985                                | Serge Revuz        | PCF           |          |
| 1985-2003                                | Jean-Marc Chavanne | RPR           |          |
| 2003-                                    | Serge Pittety      | UMP           |          |
| Les dades anteriors no són pas conegudes |                    |               |          |